# Comune di Struer
Il comune di Struer (in danese Skive Kommune) è un comune della Danimarca situato nella regione dello Jutland Centrale (Midtjylland). Il capoluogo è la cittadina omonima. 
In seguito alla riforma amministrativa del 1º gennaio 2007 il comune è stato riformato accorpando il precedente comune di Thyholm.

## Centri abitati
I centri abitati principali del comune sono:
- Struer (10 000)
- Bremdal (1 688)
- Hjerm (1 111)
- Hvidbjerg (1 077)